# 武汉文革历史
本条目讲述中国湖北省、尤其是湖北省会武汉的文化大革命运动史。
武汉是最早开始派工作组的地区之一。1966年8月，武汉市红卫兵“破四旧”造成上百人死亡。10月，“工总”等造反派组织陆续建立，造反派抢夺工作组整的“黑材料”予以烧毁。1967年1月武汉造反派对省委、省人委的夺权因权力分配不均而失败。此后武汉军区在军队支左中逮捕数百名“工总”领导人，并扶植了全武汉保守派的联合组织“百万雄师”。5月至7月，“百万雄师”发起大规模武斗，导致上百人死亡，数千人受伤。7月，武汉军区和“百万雄师”部分人组织揪斗王力，是为“七·二〇事件”。在北京的警告下，“百万雄师”自行解散。
到1968年，两派造反派实现联合，省、市革委会成立。但后来派性斗争还是再次爆发。省革委会开会批判造反派头头，宣布解散一切群众组织；派毛泽东思想宣传队进驻所有单位；进行“捅马蜂窝”运动、“清理阶级队伍”运动。造反派于1969年发动“反复旧”，被中共中央叫停。从1969年末到1972年，由于两清运动（清查“五·一六”、“北决扬”分子运动）和一打三反运动，多数任革委会领导的造反派下台，被关入五不准学习班或监禁。
九一三事件后，省革委会第一副主任刘丰被列为“林彪死党”，省革委会主任曾思玉被列为“林彪活党”，复出的老干部开始掌握实权。两清运动复查，大量造反派平反。批林批孔运动中，在两清运动中下台的造反派大多复职，一些任职于被重建的工会、共青团、妇联。1975年整顿时，担任省、市革委会职位的造反派头头被下放基层“挂职锻炼”。批邓、反击右倾翻案风在武汉获得一定回应。怀仁堂政变后，各级造反派头头被游斗示众、受到审查、撤销职位、开除党籍，有的人被判刑。文化大革命在武汉至此结束。

## 背景
至1966年，武汉有八百零四个大、中型国营工厂，二十三所大专院校，三百零九所中等学校，人口250万。

## 前期

### 五十天
中共湖北省委（以下简称“省委”）第一书记王任重参加了毛泽东召集的三月杭州会议。他回到武汉就宣布，文化大革命主要打击的是资产阶级权威。1966年4月18日，省委派出工作组进驻武汉大学。5月16日，中共中央政治局扩大会议通过《五·一六通知》。5月24日，省委通知各级党委传达和学习《五·一六通知》。5月31日，省委文化革命小组成立，由13人组成。:334
6月1日晚，中央人民广播电台向全国全文播发由聂元梓等人写的一张大字报。6月2日，武汉水利电力学院一位一年级学生贴出大字报，批评院党委对运动缺乏热情。6月3日，省委指示武汉各学院和大学党组织“统一学生的思想”。6月9日，武汉市第二中学校园出现大字报《炮轰（学校）党支部》。6月8日，省委和中共武汉市委（以下简称“市委”）召开会议，决定派遣工作组。:335 到6月中旬为止，每所学校都派了工作组，参加工作组的人数超过一万名。到7月，共有来自13所学院的254名武汉大学生被定为“假左派、真右派”，许多学生被批斗。
6月13日，省委批转武汉大学报告材料，认定武汉大学校长李达、前党委书记朱劭天、副校长何定华组成“三家村黑帮”，6月30日，点名批判李达，称其为“彻头彻尾的反动的资产阶级‘权威’”。:335 6月21日和8月3日，省委两次召开武汉地区无产阶级文化大革命积极分子代表大会（简称“积代会”）。6月25日至7月25日，省委召开省、地、县、区四级干部会议。:335 7月7日，省委发出《关于在中等以上学校进行文化革命运动的意见》，力求把学校的文化大革命纳入党委统一领导之下。:336 官方组织的批判运动，划出27名“黑帮分子”，内部掌握91人；13名武大党委常委中9人被斥为“黑帮”。1222名武大教职员工中227名被公开划为“黑帮分子”。8月24日，李达死于武汉医学院附属第二医院。 因“反抗和破坏文革罪”，武汉全市被捕四百余人，其中中学生159人。
7月16日，毛泽东在武汉畅游长江。7月18日，毛泽东回到北京，指责工作组“镇压学生运动”。8月8日，中共八届十一中全会通过《中国共产党中央委员会关于无产阶级文化大革命的决定》（俗称《十六条》），宣布要“敢字当头，放手发动群众”，8月9日《武汉晚报》全文刊登。:781 8月2日，市委根据省委指示，决定逐步撤出工作组，要求各单位选举成立文化革命委员会或文化革命小组，接替工作组领导各单位的文化大革命。8月14日，湖北大学（现中南财经政法大学）率先成立文化革命临时委员会，到22日，省委直接领导的28所大专院校和中等学校，共有23所成立文化革命委员会或临时委员会。:337 8月17日至29日，省委召开省、地、县三级干部会议，传达中共八届十一中全会精神。:337 8月24日，省委召开武汉地区大专院校、中等专业学校和省直各战线文化革命委员会工作会议。8月25日，省委发出通知要求参加农村“四清”的部分成员回原单位参加文革。:338
6月，武汉开始出现红卫兵组织。:781 湖北大学学生率先成立“大专院校红卫兵”，随后大、中学校纷纷成立红卫兵组织，各小学成立红小兵组织。:382 8月22日，北京红卫兵“破四旧”（破除旧思想、旧文化、旧风俗、旧习惯）的消息传到武汉。8月下旬，武汉市中学红卫兵为主体，上街“破四旧”。市委为支持红卫兵，决定改换具“四旧”色彩的街道、学校、工厂、商店的名称。此时，抄家、游斗浪潮迭起，泛滥周余，据武汉市不完全统计，在武汉共抄家2.1万户，抄出黄金55公斤，白银900公斤，银元26.7万块，现金与存款440万元。乱查抄、揪斗导致自杀案件112起，游斗折磨致死32人。:338
8月，中共中央任命王任重为中共中央中南局第一书记，原省委书记处书记、省委第二书记张体学为省委代理第一书记。:338 8月底，一群北京学生到达武汉，指责省委犯了方向路线错误。8月29日，省委召开常委会议，会后省领导策划的《呼吁书》以湖北大学学生名义发表，称来汉北京学生有一股“逆流”。次日，市委也以群众名义发出“紧急呼吁信”，号召抵制北京来的“南下一小撮”。9月2日，北京南下串联学生及武汉部分学生400多人在省委文革小组办公室门前召开揭发控诉湖北省委大会，9月4日，他们组织游行，高呼“打倒张体学”等口号。当晚，省委书记处书记王树成发表广播讲话。:339
9月11日，“一司”（全称“武汉地区大专院校红卫兵总部”）成立。

### 组织起来
10月5日，中共中央批转下发《关于军队院校无产阶级文化大革命的紧急指示》，宣布运动初期给学生的政治结论一律无效，受到处理的人予以平反；个人写出的检讨材料全部交还本人，党委或工作组以及别人整理的材料应同群众商量处理办法；取消党委对院校的运动领导。
10月15日，“一司”召开大会，批判资产阶级反动路线，冲击省、市委。全市街头出现3000多个“乌兰牧骑”市宣传队，宣传文化大革命。:339:782
10月18日，王任重就武汉文化大革命问题写出检查，公开承认省委犯了方向、路线的错误，《十六条》发布前错误的责任由王任重承担。
10月中旬，所有学生都有了成立政治组织的自由。成立组织并不要求在政府部门登记注册，所有团体都有权接受学校的财政支持。多数学校的学生分成两个阵营：老红卫兵组织和毛泽东思想红卫兵。毛泽东思想红卫兵吸收成员比老红卫兵组织灵活，扩张迅速。10月26日，武汉地区毛泽东思想红卫兵成立了司令部“毛泽东思想红卫兵武汉地区革命造反司令部”（后被称为“二司”），省委派员与会表示祝贺。华中工学院和湖北大学的毛泽东思想红卫兵未参加“二司”，后来他们各自建立了“新华工”和“新湖大”，后与华中农学院的“新华农”并称“三新”。11月14日，“三司”（“东方红红卫兵武汉地区司令部”）成立。
11月10日，“工总”（全称“毛泽东思想战斗队武汉地区工人总部”）宣布成立，张体学、赵修出席成立大会。出席“工总”成立大会时，赵修表示省委只同意成立联络站。“工总”成员遂决定上京请愿。一番波折后，“工总”三百多人到达北京。进京人员受到中央首长接见，周恩来等人表示支持工人造反派，大部分进京人员于是返回武汉。12月8日，“工造总司”宣告成立。12月12日，“九·一三兵团”宣告成立。
11月7日，“二司”等占领《湖北日报》办公室。11月9日，封闭《湖北日报》，并于1967年1月15日出版《湖北日报》“新生号”。:34011月18日，张体学发表声明承认造反派行动是革命行动。省委支持者于12月11日成立了“联合会”（全称“武汉地区革命职工联合总会”），此后迅速发展壮大，成员达四十多万人。
12月18日，造反派关闭武汉市委机关报《武汉晚报》。 12月中下旬，南下的北京学生与武汉高校造反派学生组成“赴广州专揪王任重造反兵团”，将王任重从广州揪回武汉批斗。:341
1967年1月1日、4日、17日，“工总”、“二司”、“九一三”等在汉口新华路体育场连续举行二三十万人参加的群众大会，批斗王任重。30日，武汉造反派召开批斗张体学的大会。:342 14日，《湖北日报》发表《告全省革命人民书》，称“《湖北日报》的新生标志着革命造反派全面夺权的开始。”15日，《湖北日报》发表社论《彻底砸烂湖北黑省委》。到21日，省科委、省公安厅、省广播电台和武汉市公安局、电信局、教育局、总工会、银行系统、市广播电台等数十个部门和工厂企业被造反派夺权。:342 20日，经“工总”和“二司”提议，14个组织在武昌重新协商，于23日宣布就“大联合”达成一致，成立“毛泽东思想武汉地区革命造反总司令部”。26日，造反派在洪山礼堂召开夺权大会，押张体学等到会场，宣布夺取湖北省领导权。:343 27日，“工总”、“九一三”、“二司”等在《长江日报》 发表《夺权无效声明》。2月8日，“工总”、“二司”等12个造反派组织在《长江日报》发表《关于武汉地区当前局势的声明》（时称《二·八声明》），《二·八声明》把部分造反派组织说成“机会主义”派别。随后武汉造反派分裂成支持《二·八声明》的“香花派”，反对《二·八声明》的“毒草派”。:343

### 军队支左
1月23日，中共中央、国务院、中央军委联名发出《关于人民解放军坚决支持革命左派群众的决定》。同日，根据决定，武汉军区成立“支左指挥部”，先后派出3万多名指战员，3000多个毛泽东思想宣传队进驻武汉和湖北各地单位。工厂建立了抓革命促生产委员会，学校建立了复课委员会，但不允许造反派成员参加。
2月21日，“联合会”宣布解散，承认自己是“保皇派”。此时，在支左部队扶植下，出现以武装基干民兵为主的保守组织“红武兵”，1月中旬成立时只有几百成员，4月20日已达24万人，成为武汉最大的群众组织。学校里的保守组织不分校名，统称“中等学校红卫兵”、“大专院校红卫兵”。
2月27日，武汉军区令湖北省军区成立“抓革命促生产办公室”，以代替“湖北省人民委员会”（省政府），按照三结合原则，由军队代表、干部代表、群众代表组成，省军区司令员吴世安任主任。3月18日，湖北省抓革命促生产第一线指挥部成立，吴世安任指挥长，刘丰等十人任副指挥长。原湖北省军区抓革命促生产办公室随即撤销。:344-346
2月18日，经中央军委文革小组同意，武汉军区发表《严正声明》，公开指责《二八声明》是走资派的疯狂反扑。2月27日，中央文革办事人员、江青秘书阎长贵对二司北京联络站代表指示说，《二八声明》是错误的，不能把进攻矛头指向人民解放军。工总的头头到军区请求得到宽恕，其后几天，“香花派”成员在武汉大街上举标语牌认错。3月3日，武汉军区发表《致各革命群众组织和革命群众的公开信》。3月17日凌晨，武汉军区逮捕工总的头目和骨干分子共485人。3月21日，武汉军区发布《中国人民解放军武汉部队通告》（《三二一通告》），斥工总为反革命分子幕后操纵的组织，勒令解散，并迅速解放一大批地方干部。:345 3月19日，中央军委发出《关于集中力量执行支左、支农、支工、军管、军训任务的决定》（简称“三支两军”决定）。
4月2日，《人民日报》发表社论《正确对待革命小将》，提出坚决反击“社会上出现的一股资本主义复辟的反革命逆流”。:810 4月6日，《中央军委十条命令》发出，严格限制军队处理群众组织的权力，不准任意取缔群众组织。4月9日，武汉军区撤出派驻各大专院校的军训团（3月以后军区派出的军训团一直驻在学校）。:346
4月1日，“三新”及“二司”分别举行群众集会和游行，最终合并在一起，“打倒武老谭”（打倒武汉的谭震林式人物）成为联合所有武汉造反派的口号。4月8日，前“工总”的几十名成员举行了火炬游行。第二天，在武汉最大的两间工厂里，工总分支组织宣布恢复，4月15日，“工人总部联络站”宣告成立，发表《严正声明》，宣布要为“工总”平反和释放“工总”领导人，但到5月末、6月初，大多数单位的“工总”分支组织才正式宣布重建。很多“工总”成员都不参加组织，但仍支持造反，被称为“八司”（第八司令部）。4月19日上午，“三司”近万人脱离“三司”，在武汉大学召开“三司革联”成立大会，“三新”、“二司”等派代表出席。5月15日，“二司”发出《为毛泽东思想战斗队武汉地区工人总部翻案紧急动员令》。5月15日前后，武汉军区经甄别，释放部分“工总”被捕人员。:346 在武汉造反派的努力下，“工总”成员夏邦银于5月14日释放。
一些大企业里建立了新的独立组织，如长江流域规划办公室的“长办联司”、中原机械厂的“新中原”、武昌造船厂的“新武船”。在政府部门，一些造反派也首次建立了组织，如“机关红司”及“公安联司”。
6月22日，“武汉地区无产阶级革命派总指挥部”成立，包括“钢”“新”两派所有组织，设在湖北大学，总指挥为张维荣。:293
5月16日，全武汉保守派的联络中心“百万雄师”（“武汉地区无产阶级革命派百万雄师联络站”）成立，包含“红武兵”、原“联合会”部分成员组织、分离自“工造总司”的“新工造总司”等五十三个组织，总人数号称超过一百万，据武汉军区估计，全市85％以上的中国共产党员参加了这个组织。6月3日，参与组织同意放弃独立性彻底统一，以共享资源。
6月4日，武汉军区发布《中国人民解放军武汉部队公告》（《六四公告》），肯定支左大方向是正确的，重申工总不能翻案。对于工总翻案问题，造反派内部也有分歧，“二司”要求“为工总彻底翻案”，“新华工”则始终只支持“为广大战斗队员平反”。

### 武斗
想一想吧，妈妈，

活着的人应该干些啥？

难道父兄的鲜血能够白流？

难道能够让武老谭把革命造反派任意屠杀？

难道毛主席的革命路线不要捍卫？

难道能让资产阶级重新统治我们的国家？

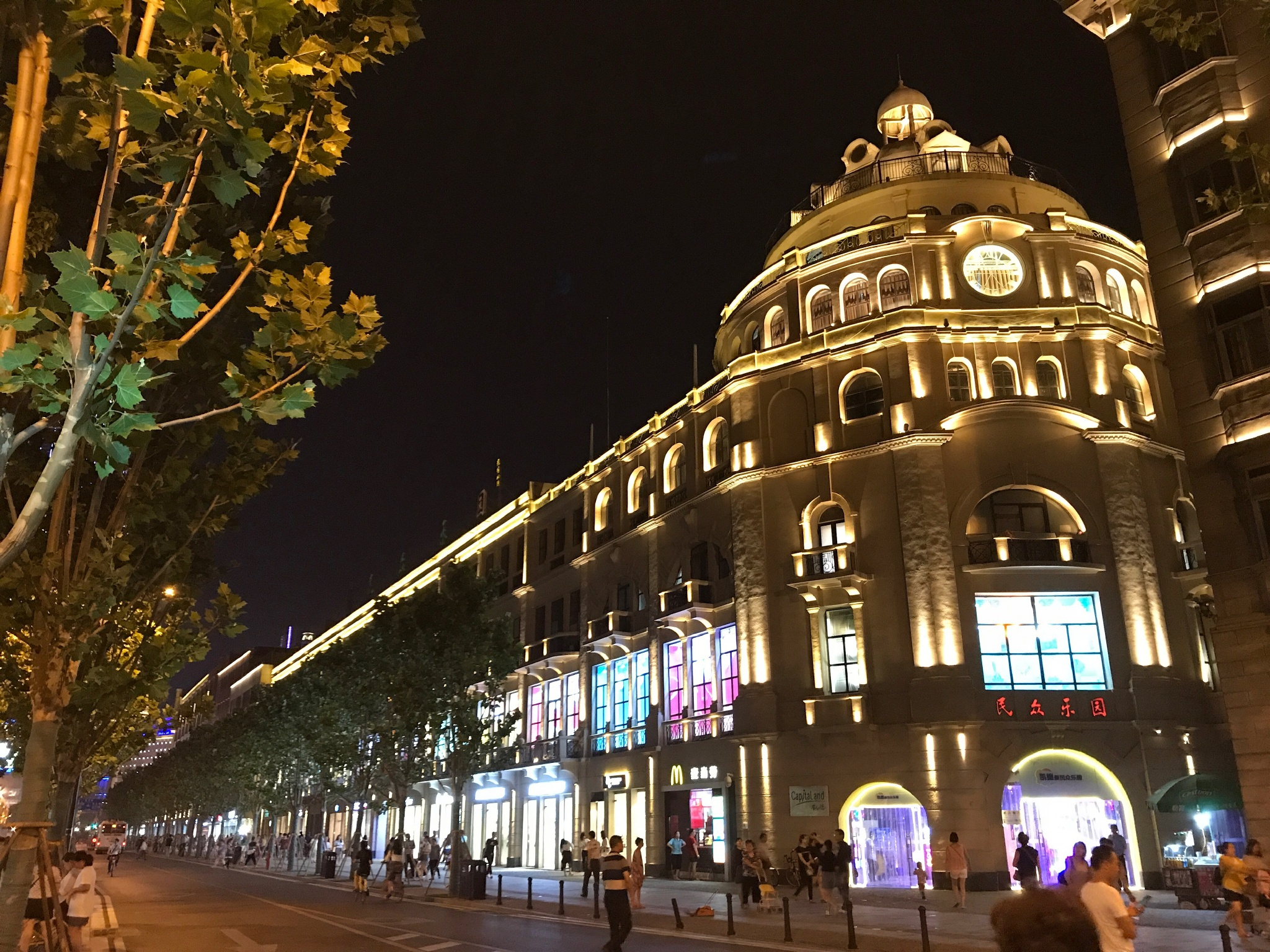
民众乐园夜景

4月29日，一个小型纺织厂的保守派与造反派在一场争执中发生武斗。5月21日，百万雄师在城市各处示威游行，“八司”扰乱游行队伍，于是发生混战。5月17日凌晨，汉阳“红武兵”殴打在汉阳静坐的学生，数十人受伤。5月27日，武汉市第二十中学发生的冲突导致“二司”有一人死亡，是武汉武斗导致死亡的第一例。6月6日，北京发布《六六通令》，严禁武斗。6月13日，百万雄师武装进攻武汉汽车配件厂。6月15日，武汉军区发出《关于立即制止武斗的紧急呼吁》。6月17日，“百万雄师”发动对民众乐园的总攻，战斗从当天中午持续到次日早晨，至少12人死亡，但未能达成目的。 6月24日，“百万雄师”在汉口进攻“工造总司”，造反派死了二十多人，近百人受重伤。
6月24日晚，中央文革小组组长陈伯达亲自打电话给武汉军区司令员陈再道，催促他防止武斗升级。6月26日，中央文革小组办事组和全军文革小组办公室共同向武汉军区发出电报：“希望武汉军区立即采取有力措施制止武斗。‘百万雄师’一些人对若干院校和工厂的围攻，应立即停止，杀害革命群众的凶手，应按照中央《六六通令》严肃处理。中央将请武汉军区和各群众组织的代表来京汇报”。:349 6月30日上午，“百万雄师”用卡车改装的装甲车撞倒湖北大学围墙，冲进校园，8199部队出动干预后，武斗队撤离湖大。
据不完全统计，6月4日至30日，武汉市在武斗中死108人，伤2774人。:346 武斗的责任人此时众说纷纭。武汉军区认为，造反派应对大多数暴力负责，1967年上半年有342名战士受到攻击，38人受重伤。“三司”报告说，4月29日至6月26日，共发生107起暴力事件，只有6起由“百万雄师”挑起。造反派则指责保守派挑起所有冲突，造成绝大部分伤亡。据造反派统计，4月29日至6月26日，共发生174起暴力冲突，涉及7万人，158人死亡，1060人受重伤。:139

### 七·二〇事件
14日中午，国务院副总理兼公安部部长谢富治和中央文革小组成员王力奉中共中央之命，以“中央代表团”成员名义抵达武汉。:8 毛泽东、周恩来也先后到达武汉，住在东湖宾馆。
15日，为纪念毛泽东渡长江一周年，“百万雄师”提前一天组织渡江活动。造反派则组织了几万人的游行，结果被“百万雄师”袭击，多人死亡，上百人受伤。:14-16
15日至18日，周恩来召集武汉军区领导与支左负责人开会，连续四天听取情况汇报。:36 18日下午，周恩来宣布其意见（经毛泽东审阅）：（1）武汉军区在过去几个月犯了严重的方向路线错误，陈再道和钟汉华应当做自我批评；解散工总是错误的；要为工总平反，释放所有在押的造反派领袖。（2）二司、三新、九·一三兵团和工总是真正的革命组织，应当形成将来大联合的核心。（3）不应当取缔或解散任何群众组织，包括保守组织。（4）“百万雄师”是保守组织；工总恢复后，可能进行报复，应当劝告他们不要这样做。（5）三司是一个有保守倾向的组织。（6）武汉军区应当劝告农民不要进城帮助保守派打造反派。（7）武汉军区应当鼓励其下属单位支持造反派。（8）所有群众组织都要加强整顿，改变自己对解放军的看法。:39 会议宣布纪律：不录音，不上大字报，不传达。:36 8201部队政委蔡炳臣要求传达周恩来讲话精神，钟汉华同意；蔡当晚即开始传达。:36 18日晚，毛泽东在东湖宾馆召集武汉军区领导等开会，亲自劝说军区领导转弯子。:36
19日上午召开武汉军区党委常委会，通过陈再道和钟汉华的检讨；下午三点多钟，武汉军区在军区礼堂召开师以上干部会议，谢、王发表讲话，散会后，陈、钟亲自去释放了被拘禁的工总头头朱鸿霞和胡厚民；:59 深夜，8201部队和百万雄师联合成立“临时联合代表团”（21日下午改名“专揪王力司令部”）。:63 车辆全市大游行（官方资料称约有两千辆）自19日晚7时左右持续到20日早6时。:70 20日早晨，“百万雄师”、“武汉公检法”部分人和8201部队部分战士涌进东湖宾馆，把王力带到武汉军区大院进行质问。:75 为确保毛泽东的安全，周恩来安排毛泽东乘飞机离开武汉。:140 20日，百万雄师占领湖北大学。几十个造反派的据点被拔除，:144,152到23日，造反派仅控制华中工学院、武汉测绘学院等四五所大专院校。
22日，谢、王回到北京。:16226日，武汉军区发布《中国人民解放军武汉军区公告》，承认方向路线错误，宣布平反“工总”。27日，北京发出公开信《中共中央、国务院、中央军委、中央文革小组给武汉市革命群众和广大指战员的一封信》，号召他们把斗争矛头指向“武汉军区内个别坏人”、“百万雄师、公检法中一小撮坏头头”。:198
26日晚，“百万雄师”召开常委会议，决定疏散其群众，实际上等于自行解体。几天后，“百万雄师”的13名主要头目被捕，其中8人一直被关押到1972年3月，一人死于狱中。:217,224
中央军委撤销陈再道、钟汉华的职位，30日，北京任命前沈阳军区副司令员曾思玉为武汉军区司令员，前武汉空军副司令员刘丰为武汉军区政委。:240
8月1日，群众组织举办的渡长江活动因秩序混乱，造成一百多人死亡。:810
七·二〇事件后，造反派开始迫害他们单位的前保守派。 报复高潮持续约两个月。
工总等组织在8月抢枪，冲军区，并派人全国支派，造成全国混乱。8月20日，武汉地区部分造反派组织在新华路体育场召开抓革命、促生产誓师大会，提出砸烂“伪抓指”，同时成立“湖北省武汉市无产阶级革命派抓革命促生产总指挥部”。:352 8月26日，周恩来、谢富治紧急召见在京武汉代表，要求武汉造反派不要到处抢枪，更不能到全国各地乱表态，支一派打一派。9月5日，北京发出《关于不准抢夺人民解放军武器、装备和各种军用物资的命令》。
从8月20日开始，武汉对“百万雄师”基层头头和部分骨干、部分党委成员、工作组成员、支持保守派的党政官员，举办毛泽东思想学习班“促使他们转变立场，回到毛主席的革命路线”。:811 会期二周。

## 中期

### 大联合
到8月底，大批前保守派参加了造反派组织，几乎所有造反派组织登记的成员数目都在急剧增加。工总声称它有六七十万成员，九一三兵团说它有十多万成员，工造总司说它有36万成员。工造总司负责人后来承认，当时其组织顶多有6、7万人。
武汉造反派现在分裂为两派。“钢派”包括工总、二司、九一三等， “新派”包括新华工、新湖大、新华农、工造总司等。“钢派”主张大联合以“钢工总”为核心，“新派”则主张“革司联司道路”（按系统按行业按单位实行革命大联合）。8月8日，周恩来批评了“钢派”的主张。“新派”曾筹备联合组织“新武汉”，8月26日周恩来为此又批评了“新派”。9月4日，“钢派”召开“武汉地区无产阶级革命派彻底摧毁资产阶级司令部总指挥部成立及誓师大会”。
10月8日，周恩来陪同阿尔巴尼亚总理来武汉访问，周恩来努力说服两派大联合。曾思玉、刘丰根据周恩来指示主办了钢新两派头头的“毛泽东思想学习班”，解决大联合问题。10月17日，北京发出《关于按照系统实行革命大联合的通知》：“各工厂、各学校、各部门、各企业单位，都必须在革命原则下，按照系统，按照行业，按照班级，实行革命的大联合……一切跨行业的组织，都应该在自愿的原则下，按行业进行必要的调整。”
11月6日，“两报一刊”（《人民日报》、《解放军报》、《红旗》杂志）发表文章《沿着十月社会主义革命开辟的道路前进》，首次把毛泽东发动和进行文化大革命的论点概括为“无产阶级专政下继续革命的理论”的六个要点。根据中共中央指示，湖北地区开展了广泛的学习和宣传。:353
经过激烈争论，10月14日，武汉红代会筹委会宣告成立，10月25日，武汉工代会筹委会正式成立。1968年1月15日，武汉地区“毛泽东思想红卫兵大中学校代表大会”（以下简称“市红代会”）成立。1月17日，武汉地区“革命工人代表大会”（以下简称“市工代会”）成立。:354 由于“钢派”和“新派”无法达成协议，武汉军区直接提出省、市革命委员会最后候选人名单，获北京批准。1月20日，武汉市革命委员会（以下简称“市革委会”）成立，方铭任主任，张昭剑任第一副主任。2月5日，湖北省革命委员会（以下简称“省革委会”）成立，曾思玉任主任，刘丰任第一副主任，在新华路体育场及8个分会场举行成立大会，70万人参加。:355 在官方话语里，革委会全部成立后，文化大革命到了“斗、批、改”阶段。

### 钢新之争
1968年3月28日，朱鸿霞、胡厚民等发表声明说，“目前在全国‘右倾翻案风’是主要危险”，武汉“为王任重、陈再道翻案的逆流不仅有，还很严重”。据不完全统计，被他们迫害的人达1.89万，82人被非法关押，3907人被毒打，528人被打伤、打残，4人迫害致死。4月，省革委会召开常委会和常委扩大会议，部署全省“三反一粉碎”运动（反对右倾机会主义、右倾分裂主义、右倾投降主义和粉碎右倾翻案风运动）。:358
5月，“钢”“新”之争重新爆发。5月27日，两派进行了疯狂的抢劫武器竞赛。据估计，三天总共抢夺10万支枪和约1000万发子弹。:360 5月初到6月上旬，两派发生了数起武斗事件，互有死伤。5月23日，省革委会、省军区联合发出《关于坚决制止抢夺人民解放军武器、弹药、装备、物资的紧急指示》。5月28日，中央军委、中央文革致电省革委会，要求停止抢枪。次日，省、市革委会召开常委扩大会议，传达该指示。:360
曾思玉和刘丰又被召到北京，6月15日他们回到武汉。7月7日，省、市革委会召开誓师大会，宣读要求立即停止武斗的《七·三布告》，同日，省革委会颁布《关于收缴武器装备的紧急通令》。:362 7月25日，省、市革委会召开万人大会，传达《七·二四布告》。:363 曾思玉和刘丰召集所有主要群众组织的头头参加由省、市革委会举行的会议。会议指责造反派犯了严重错误，奉劝造反派组织交出抢去的一切武器，解散一切突击队，同时解散造反派组织。造反派陆续交枪。8月中旬，省革委会举办毛泽东思想学习班，造反派头头们普遍受到批判。

### 清理阶级队伍
6月，湖北省“清理阶级队伍”运动全面展开，全省参加查案的人员达84万，进驻62352个单位，初步揭发的所谓“叛徒”、“特务”、“死不改悔的走资派”、“没有改造好的地富反坏右”、“现行反革命分子”线索26.44万条，涉案人员达二三十万。:420 至1971年6月，省革委会政法组统计，全省清理出所谓“叛徒”“特务”“反革命分子”和其他有重大政治历史问题的人3.04万人，其中县团级干部767人。:421 “清理阶级队伍”运动执行者是军宣队、工宣队，实际上有利于以前的保守派。:189
7月16日，“三钢”、“三新”组织渡长江活动，因组织混乱，百余人死亡。:840
曾思玉和刘丰采取一系列措施恢复秩序：（1）为毛泽东的个人崇拜推波助澜。（2）派工宣队进驻所有单位。8月25日，北京发出《关于派工人宣传队进学校的通知》，8月27日，省、市革委会派出首批工宣队进驻各学校，领导“斗、批、改”和“清理阶级队伍”，此后派遣工宣队的做法扩大到军管以外的各级党政机关，至1969年3月，全省先后有五批由工人、贫下中农、解放军组成的毛泽东思想宣传队共86.4万人进入学校、机关、文艺团体、科研院所等6.2万个单位。:365 工宣队和军宣队成员按北京提出的标准选出，第一个条件就是阶级背景好，因此他们很可能是保守派或保守派同情者。:189（3）逐步解散群众组织。9月6日，省革委会常委扩大会议通过《关于按照系统、按照行业、按照班级实现革命大联合，彻底解决跨行业组织问题的决议》，要求彻底解散工代会、红代会、贫代会、职代会外的一切群众组织。:366 （4）“捅马蜂窝”运动，“马蜂窝”原来是指走资派掌权的单位。 这个口号在武汉有了新的含义：将造反派头头当成马蜂窝来捅。很多单位的造反派头头被批为“小胡厚民”，甚至被关押。:188（5）号召学生“上山下乡，接受贫下中农的再教育”，10月19日至31日，省革委会召开湖北省中学毕业生分配政治工作会议，12月2日，省革委会批转会议纪要，提出全省1966年、1967年、1968年三届高中毕业生和1967年、1968年计划外半工半读毕业生共43万人分两批到农村插队落户。:367 到1969年上半年，全省在校知识青年全部上山下乡。:428
最初是将被认为阶级成份不纯的造反派撤职。然后又借口巩固和调整革委会，大批撤换许多单位的革委会成员。有些单位的革委会完全被“抓革命促生产领导小组”或“斗批改领导小组”或“革命领导小组”取代。至1969年初，造反派丧失了在武汉各级革委会中的多数权力，工代会和红代会名存实亡。:190

### 反复旧
1969年初，胡厚民逃亡青岛，见到了青岛市革委会主任杨保华。返回武汉后，胡厚民向武汉造反派介绍外省情形，谋划发动“反复旧”运动。此时大、中学生基本都已离开城市，武汉还有工人造反派。
1969年3月25日，武汉锅炉厂造反派在厂内贴出第一张鼓吹“反复旧”的大字报《警惕复旧》。接着，武汉重型机床厂造反派头头带一批人，在闹市区张贴煽动“反复旧”的标语、口号报。4月5日，市工代会召开常委会，决定在全市发动“反复旧”运动。4月9日，朱鸿霞、吴焱金等在汉口六渡桥闹市区演讲鼓吹“反复旧”；4月11日，朱鸿霞、吴焱金和李想玉联名书写大字报《人类解放我解放，洒尽热血为人民》，号召造反派“反复旧，反倒退、反复辟，彻底粉碎新老二月逆流”，在各闹市区张贴；:3734月30日，市工代会召开常委扩大会，通过决议《反复辟、反复旧、为争取更大胜利而战斗》，认为“复旧”就是恢复旧权力机构的旧办事方式和方法。否认造反派有打砸抢罪行，反对把造反派作为“清理阶级队伍”的对象，反对把造反派赶出省、市及基层各级革委会；:8634月23日，市工代会喉舌《武汉工人》发表《复旧倾向的十种表现》；:1934月27日和5月1日，市工代会分别在民生路工艺大楼与中山公园门前，召开“反复旧、反复辟动员大会”，到会人数十余万。至此，“反复旧”形成高潮。
5月9日至11日，市工代会举行常委扩大会，制定《武汉地区革命工代会委员会扩大会议关于湖北省、武汉地区目前无产阶级文化大革命中若干问题的决议》，认为某些领导人“在湖北省、武汉市实行全面复旧”，“要重新把权夺回来”。5月17日，市工代会组建工人调查团强行进入市革委会大楼调查，并以工代会名义散发措辞强硬的《给湖北省、武汉市革命委员会的一封公开信》，提出七项要求：省、市革委会主要领导应当检讨；加强工代会、红代会权力；恢复在“清理阶级队伍”中被错误批评的造反派的权力；工宣队必须置于工代会领导下；等等。:375:863
4月29日，中共中央通知朱鸿霞、李想玉、吴焱金、杨道远、张立国五人到北京，5月2日，中央通知省、市革委会中常委以上的22名群众组织代表（包括先到的5人）到京。周恩来等人与代表四次谈话。5月27日，中央下发《五·二七指示》，一方面认为反复旧运动不符合毛泽东的教导，但参加“反复旧”的群众是“属于认识问题，要历史地看，全面地看”，“要说服，不要压服”；另一方面，又批评省、市革委会“由于缺乏经验，他们没有很好地试点，抓典型，总结经验，落实政策，以点带面，在工作作风上又不够细致谨慎。”5月29日，朱鸿霞、夏邦银、胡厚民、吴焱金等在市电讯局召开市工代会扩大会议称，“反复旧”大方向是对的，只是方法错了，不应该杀向社会，现在要回到单位里去。:864但到9月，4月末和5月出现的736个造反派组织撤销了638个；被夺权的180个单位革委会，交回权力的有125个。:376

### 两清一批
7月7日至12日，省革委会召开常委会，会议要求认真贯彻中央文件精神，责成市工代会批判《扬子江评论》。朱鸿霞、胡厚民立即反对，认为《扬子江评论》“都是青年娃娃干的，主要是个教育问题”。:864 9月27日，北京下发《对武汉问题的指示》（《九·二七指示》），指示认为“北决扬”（“北斗星学会”、“决派”和《扬子江评论》）是“由一小撮叛徒、特务和反革命分子暗中操纵的大杂烩”，应该对其头头和积极分子进行无情打击。指示还表示，北京很快将召集武汉有关各方到首都参加毛泽东思想学习班。10月3日至28日，省革委会召开扩大会议（市革委会负责人和工代会、农代会、红代会中的党员参加），传达贯彻《九·二七指示》。刘丰列出“北决扬”罪行十条，事实上把部分造反派做的事说成是“决派”的罪行。造反派领袖们受到批判，特别是集中批判了胡厚民。
9月，杨道远因抢夺枪支弹药、抢夺公文罪被撤销职位并被逮捕。:381 9月15日，省直二级单位机关干部到农村插队落户，到12月中旬基本结束，共下放干部3551人，随干家属973户、2459人，总计6010人。
11月5日，武汉市抽调有关人员共1319人参加中央中央开办的“毛泽东思想学习班”，:382 来自武汉的约六百个知名造反派被召来参加这个学习班。最初，学习班缺乏连贯的主题，1970年1月，北京提供了主题：清查“五·一六”兵团成员。6月初，湖北毛泽东思想学习班结束。经中共中央批准，胡厚民、杨道远、李想玉均被免去省、市革委会职务并被收监。胡厚民、杨道远被定为湖北“五一六”总头目。老干部任爱生，被扣上“‘北决扬’的主要后台老板”帽子并软禁。
1970年3月28日，“中国共产党湖北省革命委员会核心小组”成立，曾思玉任组长，刘丰、张体学任副组长。:385 4月1日，省革委会核心小组发出《关于坚持政治挂帅，加强党的领导的决定》，强调一切部门都必须实行党委的一元化领导。各级党委开始重新建立、恢复活动。:386:437 1971年2月，市委重新设立。:7603月，省委重新设立。:399 军队代表和部分老干部坚决抵制造反派进入省委，中央委员董明会、夏邦银、候补中央委员谢望春没有成为省委常委，支持造反派的领导干部未能当选省委委员。:440
1970年6月13日，省革委会发出通知，决定武汉大学于7月1日开始试点招生，学制1年至2年。是文革以来湖北省高等院校首次招生，共招收1040名学员。:389 1971年1月3日，省革委会召开会议，决定全省高等学校春季招收首批工农兵学员。:396
省市公安机关成立五一六、北决扬专案办公室，负责清查这两个组织的活动情况。1971年4月1日，根据中共中央《关于建立“五一六”、“北、决、扬”专案联合小组的决定》，中共武汉军区党委、中共湖北省革委会核心小组决定，建立湖北省驻军和地方“五一六”、“北、决、扬”专案联合小组。联合小组以湖北省公安机关军管会原五一六、北决扬专案办公室为办事机构。:398:425
1970年和1971年两年，作为“五一六”、“北、决、扬”问题审查的共33659人。:865 一打三反运动在城市中立案35461人，查证落实6764人。:885 1971年，武汉市“十种人”（十种现行反革命分子）共立案16955人，查证落实11213人；揭发“五一六”574人，立案113人；清查北决扬8885人，立案1543人；“五种人”立案35248人，查证落实23664人；经济案件23124人，查证落实17149人，定案处理4822人。:885
1969年末至1972年，大多数造反派丧失革委会职位。朱鸿霞、吴焱金、张立国等有职位而无实权。清查“五一六”分子和“北决扬”分子，合起来叫湖北的“两清”运动，也称“两清一批”（清查“五一六”分子和“北决扬”分子，批极左思潮）。
1972年2月，刘丰被撤销省委第二书记、省革委会副主任职务。:408 3月，八位“百万雄师”领导人释放出狱。不久，“百万雄师”不同级别的头头之间建立了非正式联络网。 1972年，陈再道和钟汉华开始在别省任职。
1972年4月至1973年1月底，省委召集83名原群众组织头头开学习班。学习班分三个阶段：批林；整风；剖析自身问题。结束时，省委认定14人有刑事责任，另有13人问题严重，需继续审查。:420
至1972年末，武汉老党员干部约95％已经“平反”，90％以上官复原职。

## 后期

### 平反补台
九一三事件后的1972年，林彪被定性为极左。1972年12月，林彪被重新定性为极右。1972年末，军代表奉命从所有地方机关撤出。
1971年11月20日，毛泽东指示说，曾思玉把武汉的清查“搞过了一点”。 1972年3月12日，省委决定撤销湖北省驻军和地方“五一六”、“北决扬”专案联合小组，成立直属省委的湖北省“五一六”、“北决扬”专案办公室。:409 1972年3月至1973年2月，复查了五一六集团和“北决扬”嫌疑人，最终得出结论：在33659名嫌疑人中仅有177人曾加入“北决扬”。:415 受害者被通知，他们不再被视为嫌疑人。
1973年1月，市革委会主任方铭回到军队，王克文由省委书记调任市委第一书记、市革委会主任。
1973年初，各省接到指示，任命一些造反派到正在重建的工会、共青团和妇联。5月1日，朱鸿霞等前造反派头头受邀参加官方的劳动节庆祝活动。5月11日，共青团湖北省委成立，高玉泽、张立国成为六位书记中的两位。6月1日，武汉工会委员会成立，董明会任主任，吴焱金成为六位副主任之一。6月28日，湖北省工会委员会成立，董明会、夏邦银、朱鸿霞、平毅成为十位副主任中的四位。7月12日，湖北省妇联成立，谢望春、王彩珠成为九位副主任中的两位。
基层造反派现在在社会上活跃，领导者是聂年生、刘汉武、方保林、谢妙福、王华珍等，被称为“反潮流派”。“反潮流派”诉求多样，有的要补台，有的要为被“两清一批”的群众平反。

### 批林批孔
1973年12月，毛泽东安排八大军区司令员对调，杨得志成为武汉军区司令员，省委的工作由王六生（原武汉军区第一政委，此时改任中共湖北省委第二书记）主持。:430 赵辛初1973年6月任省委书记、省革委会副主任，1974年3月任省革委会第一副主任，1975年5月任省委第一书记、省革委会主任，实际负责湖北省党政工作。1974年1月，批林批孔运动开始在中国全面展开。
2月初，两派群众组织重新出现，前造反派自称“革命群众”，前保守派自称“工农兵”。2月中旬，“革命群众”组织了一次游行，并在武汉市公安局办公楼前静坐示威，要求释放胡厚民、李想玉、杨道远和任爱生。3月2日，胡厚民和李想玉被释放。:431 胡厚民、朱鸿霞等总结出“放、平、补、提、纳”（对造反派要放人、平反、补台、提干、吸纳入党）五字方针，对群众宣传。4月至5月，他们到各地串连，宣称要“借河南的东风解决湖北的问题”，“把关进监狱里的造反派放出来”，“彻底平反”，“补进各级领导班子中去”。:435
3月16日，省委发出《关于湖北“两清”工作中的错误问题》（征求意见稿）（时称《六条》），公开点名批评曾思玉，并且认为“两清”扩大化的错误是方向、路线错误。《六条》传达到基层，许多基层党组织纷纷发表《造反公告》，表示要站在革命群众一边“坚决支持革命的新生力量”。:432 3月上旬，当局任命了更多造反派。四位造反派被增补为省工会委员会副主任，五位造反派增补为市工会委员会副主任。所有被省、市革委会罢免的造反派几乎全部官复原职。胡厚民恢复了省革委会常委职务，又补为省总工会副主任，而李想玉仍担任市革委会副主任。这一时期造反派在各单位设立所谓“批林批孔办公室”，造反派强迫各单位党委承认这些办公室在当前运动中的领导作用。这些“办公室”在很多单位几乎取代了党委的领导。:216

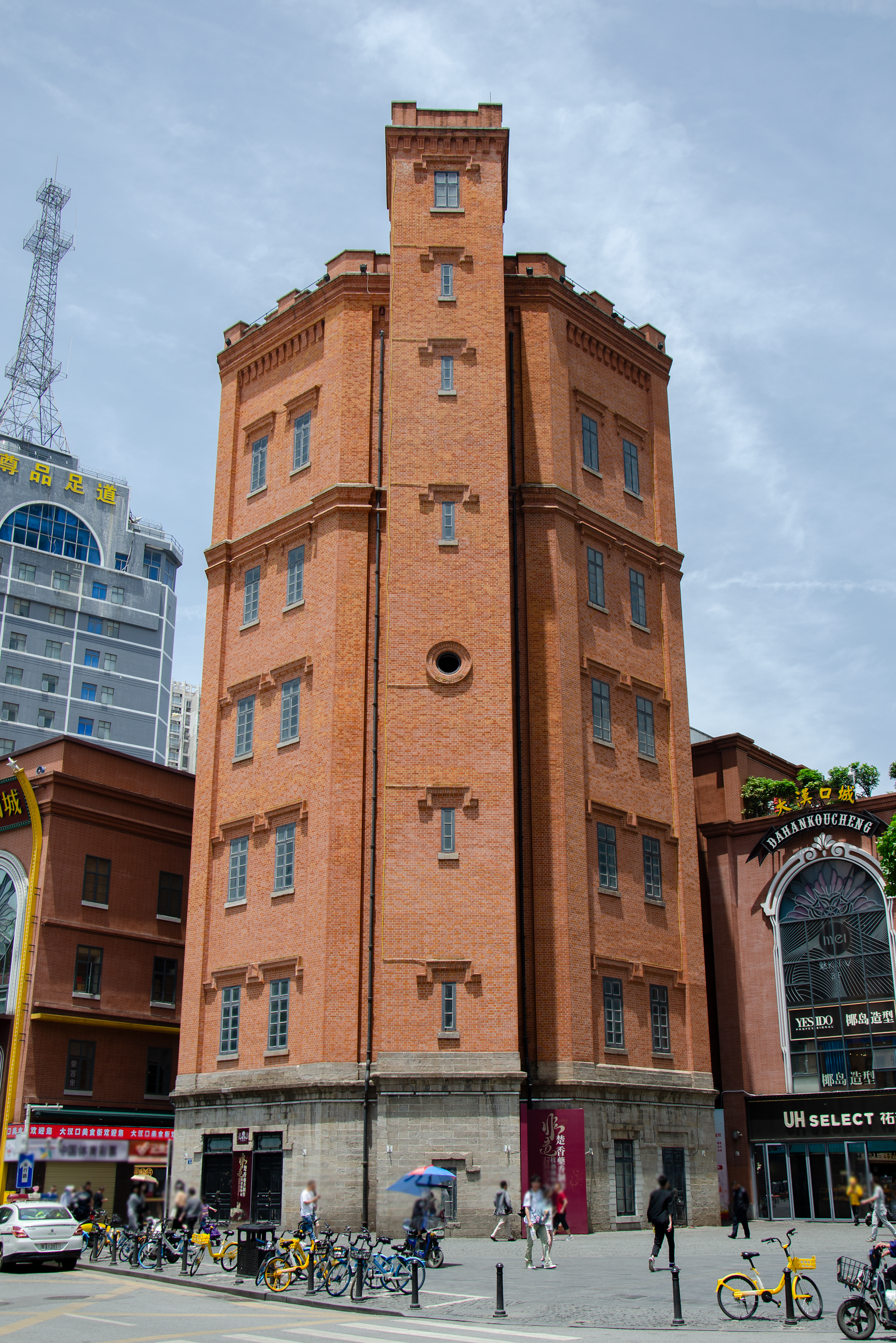
汉口水塔（2024年）

原工造总司成员组织了写作班子“杜则进”，撰文十余篇批判曾思玉领导下的两清运动。另一个造反派写作班子是“工总”前领导人组建的“邵正茂”，也在汉口水塔贴了批判曾思玉的材料。:226
3月19日，一群人绑架了赵辛初和赵修，两天后中共中央办公厅宣布：“一、随便抓走赵辛初、赵修、李振江等人，是完全错误的；二、‘七·二〇事件’不能翻案。”:432
3月23日，一群刚从农村回到武汉的学生造反派在武汉主要街道的墙壁上贴出大字报，要求释放杨道远。:217 3月26日，造反派抢走了武汉军区第三办公室的关于两清运动的大量个人档案、会议记录和文件。其中，袭击者发现了一个有18个造反派头头名字的死刑名单。:217
造反派现在控制了市委机关报《长江日报》，刊载敌视省市政府的报道，发表大量社论和文章攻击“工农兵”。在3月的最后几天里，几乎各个省市部委都每天举行“批林批孔大会”，主导这些集会的是造反派头头，所有讲话者的矛头都指向当局。省市领导经常被请去参加。4月1日，省委举行了批林批孔的群众大会，但受到造反派袭扰。其后一周，市工代会和市红代会举行了几次大型示威活动。:218
4月5日，一群造反派绑架了武汉中级人民法院的一个副院长和五个法官。法院收到了一个要求释放所有在押造反派的最后通牒，包括犯有谋杀、纵火、抢劫、强奸和其它罪行的人。4月7日，省委接到中央的一系列指示。造反派被勒令释放中院的副院长和五位法官、从武汉军区司令部撤出，并归还所有从三办抢走的材料。指示列举的错误还有：试图推翻对杨道远的判决；占领办公楼以建立宣传站；抢夺卡车、举行示威和攻击前军代表等。:936
4月中旬，朱鸿霞、胡厚民等造反派头头前往北京。4月末，省、市领导人也到了北京。5月24日，省、市领导人终于返回武汉。北京的决定是：“两清”的大方向是正确的；曾思玉与其他省级主要领导犯过某些小错误，但总的来说还是好干部；所有非正式群众组织必须立即解散。:936 5月21日，省委办公厅发出《中央领导同志关于湖北问题的指示要点》：（1）批林批孔要联系湖北实际，揭发批判林彪死党刘丰的罪行；（2）对犯错误的同志不要揪住不放，改了就好；（3）曾思玉是好人犯错误，已经做了检讨；（4）清查“五一六”、“北决扬”完全必要，严重扩大化错误根子在刘丰，省委也有责任；（5）增强党性，克服派性，不要再纠缠历史旧账，七·二〇事件不能翻案；（6）批林批孔一定要在各级党委统一领导下进行；（7）要立即撤销一切山头。5月26日，省、市委举行规模空前的集会传达中央指示，会议通过有线广播网实时转播到市里每个单位，赵辛初、杨得志和王六生都作了措词严厉的发言。:436 6月3日，市委发出《贯彻中央关于湖北问题的指示》。此后，各单位的批林批孔组织开始撤销，设在闹市区的广播站逐步拆除，杀向社会的人员陆续回到工作岗位。:436
中共中央4月10日发出《“批林批孔”运动几个问题的通知》、5月18日发出《关于“批林批孔”运动几个政策问题的通知》，明确指出：“批林批孔运动在党委统一领导下进行，不要成立战斗队一类群众组织，也不要搞跨行业、跨地区一类的串连。”“清查的范围应限制在同林彪反党集团阴谋活动有关的问题，不要扩大化。”7月1日，中共中央发出《关于抓革命、促生产的通知》，号召广大群众结束派性动乱，专心生产，遵守纪律。7月6日，省委召开30万人参加的抓革命、促生产广播动员大会，传达中央通知精神。:437 7月13日，“工农兵”举行盛大集会宣布解散。:223至此，批林批孔运动在武汉实际结束。
1974年全省经济大滑坡，工业产值只完成96.6亿元，比上年下降9.88%。钢产量下降44.7%，铁产量下降50.2%，没有完成国家计划。发电量、棉纱产量等普遍下降。财政收入完成年计划的86.0%。全民所有制企业劳动生产率比上年降低14.9%。:453

### 全面整顿

#### 序幕

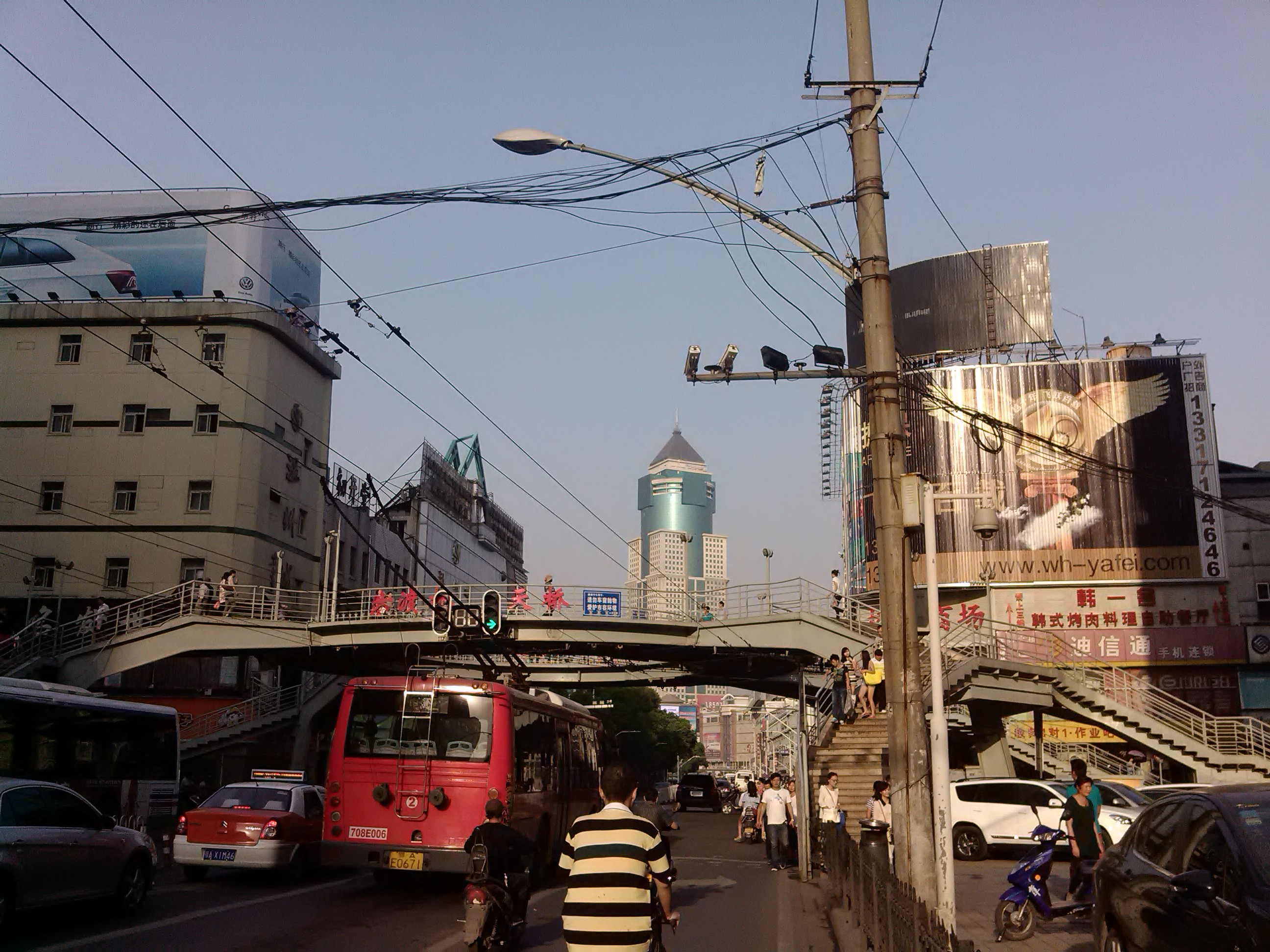
中山大道六渡桥（2013年），原中南旅社位于画面右侧，现业已因地铁工程而拆除

1975年1月，邓小平成为国务院第一副总理、中共中央副主席，开始实际负责中共中央和国务院日常工作。:385邓小平复出后进行了一系列整顿，后来被称为“1975年整顿”（或“全面整顿”）。
1月13日至17日，全国人大四届一次会议期间，李先念等中央领导人接见朱鸿霞等4人，要求他们贯彻安定团结的方针，带头到基层锻炼。:442 3月初，夏邦银、朱鸿霞、胡厚民、张立国等被省委安排到各县挂职锻炼。:229
1975年1月13日，“革造民兵”在武汉成立，成员少于一百人，大多是谢妙福的嫡系，其中三分之二有犯罪记录或被处分过。2月13日至3月7日，他们抢占位于交叉路口的汉口中南旅社，建立宣传站，在旅社前的十字路头、六渡桥闹市中心设置路障（一辆废弃卡车），导致汉口三分之一的主要道路堵塞。省、市委再三命令他们拆除路障，但他们置若罔闻。3月7日，经中共中央同意，省、市委限令他们拆除路障、退出旅社，依法惩处执意顽抗者。随后几天，几乎所有“革造民兵”的积极分子都被逮捕。:387:229 湖北全面整顿的序幕就此拉开。:7

#### 整顿铁路运输

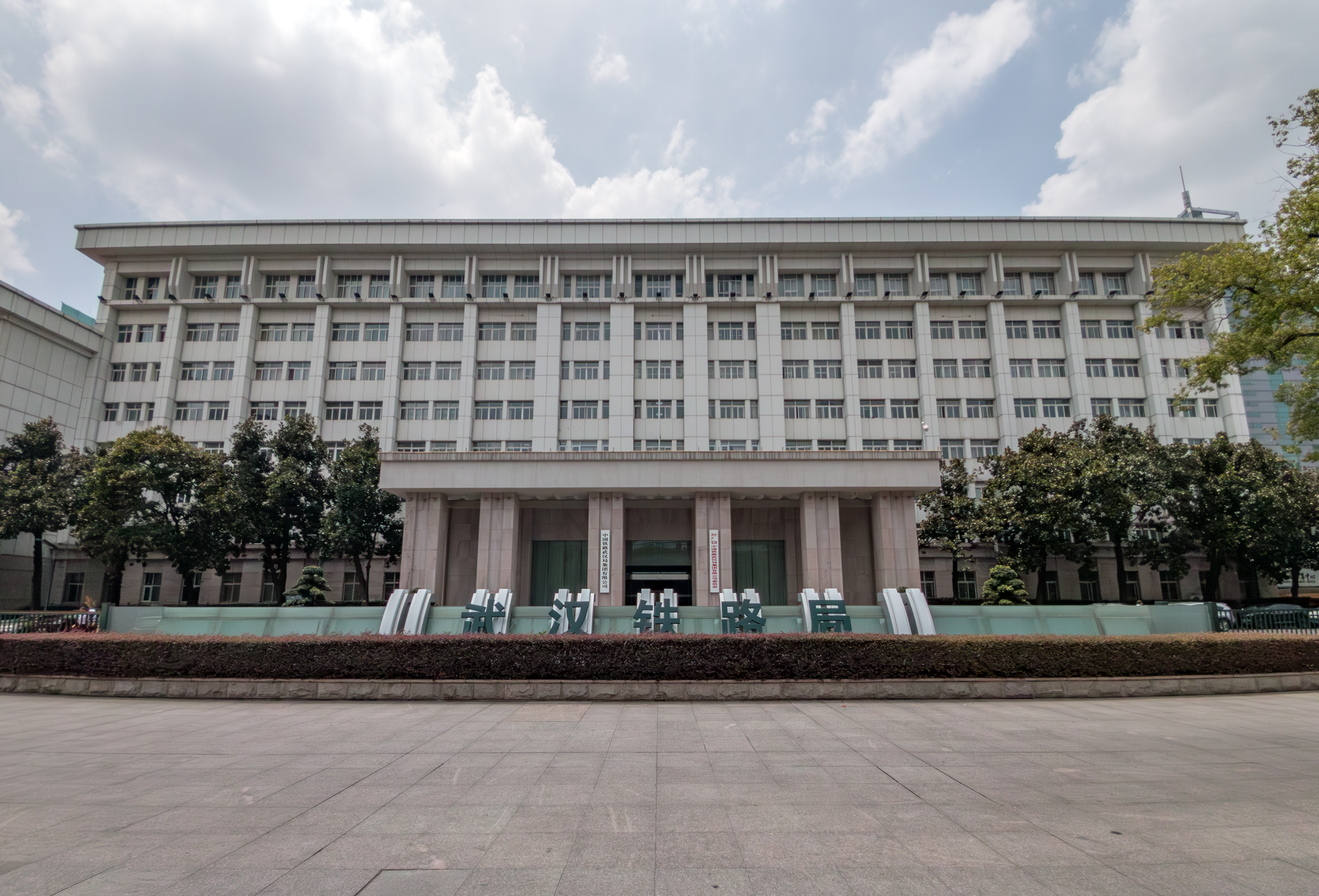
位于八一路2号的武铁机关大楼，建于1960年代

2月25日至3月8日，中共中央在北京召开解决铁路问题的省、自治区、直辖市主管工业的党委书记会议，邓小平讲话。3月5日，中共中央发出《关于加强铁路工作的决定》，要求：（1）全国铁路单位要贯彻安定团结的方针；（2）全国铁路由铁道部统一管理；（3）各省、自治区、直辖市党委要继续抓紧政治、社会活动和思想政治工作；（4）建立健全岗位责任制，调离派性头头；（5）整顿铁路秩序。省委连续召开会议，贯彻落实邓小平讲话和《关于加强铁路工作的决定》。:9
为解决派性活动，武汉铁路局组建工作组，下到各站段、车间、班组，开展“一学”、“二讲”、“三批”、“四摆”运动。 重点揭批派性活动、排查派性分子。:10 同时，武汉铁路局还努力解决各级领导班子 “软、懒、散”问题，撤换和调整各单位的领导班子。:11 3月21日，铁路局党委上报《关于贯彻中央9号文件的情况报告》，提出采取得力措施解决派性问题，3月25日省委批转，充分肯定其整顿成果。:388 4月4日，《湖北日报》在显要位置报道武汉铁路局整顿取得好成绩。:390 至6月底，铁路局上半年货运量比上年同期增长23%，全局61个主要生产单位大部分任务完成过半；100个独立经济核算单位中93个财务平衡或盈余。到年底，铁路局提前15天完成全年运输计划。:12,393

#### 整顿工矿企业
3月31日，省委召开党员干部会议，会议指出，要建立规章制度、整顿劳动纪律，工矿企业要建立健全岗位责任制，严格考勤制度。:389 5月5日，省委召开全省工交战线电话会议，强调整顿各级党组织、特别是领导班子，不姑息领导班子中闹派性的人；各单位要限期完成整改任务。:390 5月，中共中央在北京召开全国钢铁工业座谈会，邓小平作讲话，严厉批评钢铁企业生产管理混乱、欠产严重、事故不断，提出必须迅速整顿钢铁企业。6月初，中共中央印发《关于努力完成钢铁生产计划的批示》。6月4日，省委召开全省广播大会，传达全国钢铁工业座谈会精神，赵辛初在会上讲话，要求克服领导班子软、懒、散的现状；要坚决同派性作斗争；要加强组织性、纪律性，建立健全必要规章制度。:391 5月29日，邓小平严肃批评了武钢发生一天跑两次钢水的大事故。6月上旬，省委在武钢连续召开会议，讨论贯彻中央指示。:14 公司党委严肃处理了带头闹事的派性头头。:15 7月2日，根据邓小平指示，省委、冶金工业部核心小组发出《关于加强武钢工作的意见》指出，要坚决批判斗争派性分子，要严格执行规章制度和劳动纪律，建立集中统一的生产指挥调度。:393 针对管理混乱，要建立健全以岗位责任制为核心的各项规章制度。:16
6月，省委开始大规模整顿全省其他工矿企业。8月2日，全省召开工交战线经验交流广播大会，各厂各自介绍了整顿经验。:19 到1975年10月份，全省1228个企业中，需要调整领导班子的397个单位已调整285个，占72%；79个重点企业也大部分整顿完毕。:21

#### 整顿其他领域
也整顿了农业、科技、教育、文艺、社会治安方面。6月至8月，省委喉舌《湖北日报》发表了一系列要求消除派性的文章。
到1975年底，全省工农业总产值202.63亿元，比上年增长15.4%。工业总产值125.47亿元，比上年增长29.9亿元、增幅29.9%。全省全年钢产量为199.36万吨，比上年增产58.45万吨，增幅41.1%。生铁产量230.6万吨，比上年增产89.29万吨，增幅63.2%。原煤产量436.03万吨，比上年增产96.75万吨。发电量91.2亿度，比上年增产21.52亿度。财政收入24.05亿元，比上年增长39.5%。:31

### 反击右倾翻案风
1975年11月，毛泽东认为有一股“右倾翻案风”，召集了打招呼会议，“反击右倾翻案风”运动于是开始，至1976年2月，演变为“批邓、反击右倾翻案风”运动（点名批评邓小平）。
1976年1月1日，湖北省委召开全委会传达毛泽东指示：“安定团结不是不要阶级斗争，阶级斗争是纲，其余都是目。”:402
2月，省委通知挂职锻炼的群众代表回武汉参加批邓、反击右倾翻案风。2月24日，汉口水塔下的民主墙上贴出《给伟大领袖毛主席的致敬信》，省、市革委会中的造反派领袖共二十二人签名。:232 致敬信要求省委真心参与批邓、反击右倾翻案风。3月，夏邦银、谢望春、朱鸿霞、李想玉、吴焱金、胡厚民、顾建棠七人核心领导小组成立。:454 造反派又组织了“参谋”班子，并策划成立“材料”班子，写出《省市领导人挂右倾翻案风的言论》、《关于湖北省委组织路线上的几个问题》，指责“省委主要负责人跟着修正主义跑”，“省委组织部是省委主要负责人推行修正主义的得力工具”，“是宗派部、复辟部、阎王部”，报送中央。:463
3月9日，造反派以省、市革委会成员名义再次向省委发出公开信，批判赵辛初的《六四讲话》，揭露省委打击各级革委会中几乎所有群众代表，让他们“滚”到偏远地区长期监控，敦促省委承认错误，积极领导群众搞好“批邓、反击右倾翻案风”。 3月下旬，造反派核心领导小组占据湖北省第一招待所13号楼作为活动场所，4月23日撤出。 第二次打招呼会议后，3月，全省开始传达《毛主席重要指示》和《华国锋在中央召集的各省、市、自治区和各大军区同志会议上讲话》，意味着“批邓、反击右倾翻案风”在全省全面展开。:402
3月下旬，湖北省医药工业公司等三十多个单位联合化名为“寒城牛”，书写标语“继承总理遗志，实现四个现代化”，贴在武汉街头。3月25日，“寒城牛”在武汉散发了反对江青、张春桥等人的油印传单。4月5日前后，武汉长江大桥武昌桥头摆满了白花、花圈、挽联、标语。:455:1007
四五天安门事件后，4月7日，中共中央政治局发出《关于华国锋同志任中共中央第一副主席、国务院总理的决议》和《关于撤销邓小平党内外一切职务的决议》。4月8日，造反派在武胜路新华书店门前召集了批邓、反击右倾翻案风群众大会。 《中国共产党湖北历史大事记》、《中国共产党湖北历史》记载：“朱鸿霞带领同伙冲进省委机关，将正在主持会议的赵辛初和韩宁夫等4人劫持到他们在汉口武胜路召开的街头大会会场，妄图强迫赵辛初等领导人按照他们的反革命意图表态，遭到严词拒绝。”:456 4月10日，湖北省委、武汉军区党委、武汉市委为贯彻中央两个决议、动员“批邓、反击右倾翻案风”举行群众大会，十多万人参加。
5月17日，湖北省暨武汉市七十万军民举行盛大集会游行，隆重纪念《五·一六通知》十周年。:1005 5月末，胡厚民等四个造反派成为省、市革委会的专职官员、脱产干部。:236
6月中旬，保守派以“革命工人”为名重新集结。“革命工人”在许多工厂消极怠工，对省市政府施加压力。6月26日，“革命工人”冲进《长江日报》办公大楼（4月中旬开始，造反派就控制了长江日报》），要求市委立刻改组其编辑部。市委表示中立。6月27日清晨，夏邦银向王洪文电话汇报称，“省、市委内部一小撮走资派”策划了这一事件。造反派头头举行会议决定《长江日报》暂时停止发行。6月27日至30日，报纸停刊。结果是五名“革命工人”积极分子被拘留十五天。:238 7月22日，为庆祝“七·二〇事件”九周年，《长江日报》用四分之一版面重印1967年流传的造反派“抗暴诗篇”。:239
7月，省革委会在襄樊市召开“批邓、反击右倾翻案风经验交流会”，推广学习襄樊经验。

“隆重纪念毛主席八一八接见红卫兵十周年特刊”油印件

8月，原武汉中学生造反派决定在汉口水塔大字报墙上办一期“隆重纪念毛主席八一八接见红卫兵十周年特刊”，落款“原武汉地区毛泽东思想红卫兵主办”。他们写出了五篇文件 ，以及主题为“红卫兵永立江城”的大幅彩色宣传画。聂年生三次找他们长谈，然而大字报贴出不到40个小时就被保守派用大标语覆盖，此后他们印了两百张特刊油印件。
10月3日，省革委会自1968年8月后首次召开全委会，省委通气说会安排造反派头头担任各种副职。10月7日，北京召赵辛初、赵修上京。10月9日下午，全委会结束。

## 揭批查
1976年10月6日，四人帮被抓，消息很快传到武汉，一夜之间，武汉贴满了成千上万张声讨四人帮的大字报。10月22日，武汉市130万军民冒雨集会和游行，欢呼胜利粉碎“四人帮”，群众性欢庆活动持续数日。:462 11月初，朱鸿霞、夏邦银、胡厚民和其它造反派头头被勒令参加一个学习班。作为批判“四人帮在各省帮派体系”运动的组成部分，12月9日，省委召开全省揭批“四人帮”广播大会，中心会场设在洪山礼堂，各地市有182个分会场，约5万人参加。此后四个月，全省共召开大小批判会1.2万余场，到会群众3000余万人。:464群众批判、公开批斗持续一年，当地报纸发表无数文章控诉他们过去十年的罪行。12月上旬，省委发出通知：凡是反对四人帮的人，已拘捕的予以释放；已立案的予以销案；正在审查的解除审查；已判刑的予以释放；受到处分的予以撤销。:464
1977年4月，赵修不再担任省委书记。7月，陈丕显调任省委第二书记、省革委会第一副主任，此后赵辛初生病休息，陈丕显主持省委日常工作。:473 8月，姜一（省委书记）调任陕西省委书记，陈丕显升任省委第一书记，后任省革委会主任、武汉军区政委、湖北省军区第一政委。1978年，王克文调任山西省委书记。1978年10月湖北省委书记宋侃夫调任中华全国总工会副主席。曾任全省“两清”领导小组组长的武汉军区副政委、省委书记张玉华，出任全省“揭批查”专案核心领导小组组长。
1977年11月28日，省委、省革委会召开1600万人参加的广播大会，省委宣布，经中共中央批准，将夏邦银、胡厚民、张立国开除出党，撤销一切职务；撤销朱鸿霞的一切职务。司法机关依法逮捕夏、朱、胡、张。:47712月20日，市委召开50万人参加的揭批大会，宣布将董明会开除出党，撤销党内外一切职务，撤销吴焱金的市革委会副主任职务，并由司法机关依法逮捕。1978年12月7日，省、市委召开“揭发、批判反革命分子杨道远大会”，省公安机关宣布将其逮捕法办。
1978年9月24日，省委、省革委会、中共武汉军区党委提交《关于处理武汉“七·二○事件”的请示报告》，11月26日中共中央转发并表同意。11月28日，在洪山礼堂召开全省有线广播大会，宣读中共中央表示同意的通知、《关于处理武汉“七·二○事件”的请示报告》、《陈再道给湖北省、武汉市广大工人、贫下中农、革命干部和解放军指战员的一封信》，七·二〇事件翻案。:49212月1日，市委发出《关于为俞文斌、李树春、杨道安、纪登清、谢敏华、刘敬胜、孙德洲、章迪杰、汪仕奇、汤忠云等同志平反、昭雪的决定》，并召开十万人有线广播大会，宣读中共中央决定并为十位“百万雄师”、“武汉公检法”领导人平反昭雪。1979年12月4日，省委批复省法院党组，决定从宽处理北决扬。
1982年6月10日，武汉市人民检察院就夏、朱、胡、张阴谋颠覆政府案向武汉市中级人民法院提起公诉，市中级人民法院开庭公开审判。7月24日上午，胡厚民于法庭陈述说：“文化大革命大家都错了，我的陈述是对人民法院的口头起诉。”“民不畏死，奈何以死惧之！”“人生自古谁无死，留取丹心照汗青。”并以他创作的两首诗作结。写内参的记者评论说：“利用合法机会，再次在被告席上大肆进行反革命宣传。”“这两首诗是一份难得的反面教材，从中不仅可以看出胡厚民继续坚持反革命立场，还可以看出他拒不认罪的反革命骨气。” 7月28日，法庭判处夏邦银有期徒刑十三年，剥夺政治权利三年；朱鸿霞有期徒刑十五年，剥夺政治权利三年；胡厚民有期徒刑二十年，剥夺政治权利五年；张立国有期徒刑十三年，剥夺政治权利三年。

## 后续
胡厚民1990年10月31日于襄北劳改农场病故。朱鸿霞1997年病逝。董明会1999年11月9日病故。夏邦银2001年12月9日逝世。谢望春2011年10月病故。吴焱金、杨道远、顾建棠等出狱后出版回忆录或写文章为他们的作为申辩。而不少武汉前著名造反派在接受研究者访谈时多流露出后悔参加文革之意。:64王绍光1980年代采访“百万雄师”工人时，工人们已说再来一次文革他们会当造反派，但他们认为当年的所作所为也是正确的。:531990年代，杨道远出狱后碰到一位“百万雄师”原成员、现下岗工人，他对杨道远说：“现在看，当时是你们对了，你们保卫毛主席路线对了。要再搞文化革命，我跟你们造反去！”:52
任爱生文革后期被判刑，薛朴若1983年离休。《新华工》列为“革命干部”:172的老革命王盛荣（文革前为湖北省冶金厅副厅长）被《九·二七指示》点名为“老反革命修正主义分子”，成为“北决扬”“黑后台”， 遭受十年囚禁，1978年8月释放，1979年10月平反，正省级医疗待遇离休。
顾建棠等人多年努力下，2004年，经湖北省委书记俞正声、湖北省长罗清泉批示，六十多名“两案”（林彪、江青反革命集团案）人员自2005年1月起每月领取555元养老费（2007年调整为755元，2008年调整为802元。），无医保和其他待遇。
2007年，荣根访问“百万雄师”一号人物俞文斌，“百万雄师”常委、联络部长章迪杰等人，俞文斌说：“我和章迪杰工资的差距就很大，但日子还是好过的。世界上没有哪个国家是平等的。毛总想平等，越搞越糟糕。”章迪杰则说：“现在社会分配不公，‘百万雄师’基层的群众都在企业，最遭孽。他们把我们当了利用品，当了奴隶。”“刘少奇、邓小平确实是搞修正主义的，毛泽东用组织程序很容易解决刘少奇、邓小平路线的问题，不应该把全国人民都卷入这场大灾难。我认为文革中两派都是受害者。”
2007年7月6日和29日，“百万雄师”、“武汉公检法”与“三钢”、“三新”等几位代表人物聚会，据悉是文革四十年来首次见到文革两大派头头接触。7月6日中午的聚会在汉口亢龙太子酒店举行，参加的有百万雄师方面的俞文斌、章迪杰、汪士奇、刘天喜等四人，造反派方面的谢望春、杨道远、吴焱金、顾建棠、彭勋、彭祖龙、朱爱华（朱鸿霞妻子）、胡秀娟（胡厚民姐姐）等八人。由原造反派买单。7月29日中午，俞文斌等人在汉口三阳路湖锦酒楼回请，参加的有百万雄师方面的俞文斌、章迪杰、汪士奇、沈邦安、叶长明等五人，造反派方面的朱爱华、胡秀娟、杨道远、吴焱金、顾建棠、彭勋、彭祖龙、柳英发、林子忠等九人。

## 扩展阅读

### 资料
- 李权时、皮明庥主编，《武汉通览》，武汉出版社，1988年5月，ISBN 9787543000377。
- 《当代中国》丛书编辑部编，《当代中国的湖北》，当代中国出版社，1991年9月；香港祖国出版社，2009年，ISBN 9787800920103。
- 武汉市情编辑部、武汉市档案馆编，《武汉大典》，武汉出版社，1998年，ISBN 978-7-543-01845-7。
- 湖北省地方志编纂委员会办公室，《湖北省百年大事纪略》，崇文书局，2003年。
- 湖北省地方志编撰委员会编，《湖北省志·大事记》，湖北人民出版社，1990年12月，ISBN 7-216-00699-2。
- 武汉地方志编纂委员会编，《武汉市志·大事记》，武汉大学出版社，1990年，ISBN 9787307008526。
- 中共湖北省委党史委员会，《中国共产党湖北历史大事记：1949年5月—1993年12月》，中共党史出版社，1996年。
- 中共湖北省委党史研究室，《中国共产党在湖北80年》，中央文献出版社，2001年。
- 中共湖北省委党史研究室，《中国共产党湖北历史图志》，中国地质大学出版社，2001年，ISBN 9787562516330。
- 中共湖北省委党史研究室编，《1975年的湖北整顿》，湖北人民出版社，2006年，ISBN 7-216-04749-4。
- 中共湖北省委党史研究室编著，《中国共产党湖北历史大事记（1949年5月—1978年12月）》，湖北人民出版社，2007年，ISBN 978-7-216-05132-3。
- 中共湖北省委党史研究室，《湖北发展60年》，中央文献出版社，2009年。
- 中共湖北省委党史研究室，《中国共产党在湖北90年（1921-2011）》，武汉：湖北人民出版社，2011年6月，ISBN 978-7-216-06832-1。
- 中共湖北省委党史研究室，《中国共产党湖北历史·第二卷（1949—1978）》，湖北人民出版社，2015年12月，ISBN 978-7-216-08808-4。
- 中共武汉市委党史办公室编，《中共武汉党史大事记》，武汉大学出版社，1989年10月，ISBN 7-307-00583-2。
- 中共武汉市委党史研究室，《风雨兼程大武汉》，武汉大学出版社，1995年7月。
- 中共武汉市委党史研究室，《中国共产党武汉历史图志》，武汉出版社，2001年1月，ISBN 9787543024298。
- 中共武汉市委党史研究室，《中国共产党武汉历史（1949—1978）》，中共党史出版社，2009年，ISBN 9787509803523。
- 中共武汉市武昌区委党史办公室，《中国共产党武昌历史 1949-1978》，武汉：武汉出版社，2011年。
- 中共湖北省委组织部、中共湖北省委党史资料征集编研委员会编，《中国共产党湖北省组织史资料1920.秋-1987.11》，湖北人民出版社，1991年6月。
- 中共武汉市委组织部、中共武汉市委党史办公室、武汉档案馆编，《中国共产党湖北省武汉市组织史资料（1920-1987）》，武汉出版社，1991年6月。
- 皮明庥主编，《武汉通史·中华人民共和国卷（上）》，武汉出版社，2006年，ISBN 978-7-5430-3296-5。
- 本书编写组，《武汉地区文革纪实》，香港：中国文化传播出版社，2020年4月，ISBN 978-988-77056-6-6。

### 研究
- 王绍光，《理性与疯狂：文化大革命中的群众》，香港：牛津大学出版社，1993年。（文革爆发时作者在武汉市三元里小学五年级毕业班，后进入武汉市实验学校读初一，曾加入中学红联，1973至1976年在近郊堤角中学任教。1977年考入北京大学法律系。北大毕业后，教育部公派到美国康奈尔大学留学。于1986年开始查找资料、访谈参与者，研究武汉文革。）
- 王绍光，《超凡领袖的挫败——文化大革命在武汉》，香港中文大学出版社，2009年，ISBN 978-962-996-346-0。
- 徐海亮，《东湖风云录——武汉文革的群众记忆》，香港：银河出版社，2005年，ISBN 962-475-715-1。（文革爆发时作者是武汉水利电力学院学生。）
- 徐海亮，《武汉“七二〇”事件实录》，香港：中国文化传播出版社，2010年；第二版，2017年，ISBN 978-988-19703-1-2。
- 王芳，《记忆中的底层文革——关于文革时期武汉“钢工总”的口述历史研究》（硕士学位论文），武汉理工大学，2008年。
- 林卫，《武汉群众造反组织产生的社会心理及条件——1966年5月-1967年7月》（硕士学位论文），武汉大学，2018年。

### 传记和回忆录
- 陈再道，《陈再道回忆录》，解放军出版社，1988年；解放军出版社，2009年第2版，ISBN 978-7-5065-5691-0。（文革爆发时作者是武汉军区司令员。）
- 陈再道，《浩劫中的一幕——武汉七二○事件亲历记》，解放军出版社，1989年。
- 刘玉涛主编，《不朽的人生——陈再道将军纪念文集》，北京：华龄出版社，1994年10月。（收录有张学奇著《一身正气，砥柱中流》，讲述七二〇事件前后部分情况。）
- 张体学传编写组，《张体学传》，湖北教育出版社，1989年。（文革爆发时张体学任中共湖北省委书记处书记、省委第二书记，后任湖北省革命委员会副主任。）
- 中共黄冈地委党史征集编研委员会、中国共产党黄梅县委员会，《忠诚的共产主义战士——回忆赵辛初》，中共党史出版社，1995年。
- 艾晓明，《血统——一个黑五类子女的文革记忆》，花城出版社，1994年1月。（文革爆发时作者是武汉中学生。）
- 吴仲炎主编，《丹心照玉宇——王克文纪念文集》，武汉出版社，1994年9月。（文革爆发时王克文是武汉市副市长，后在五七干校劳动两年。1972年12月任湖北省委书记。1973年1月任武汉市委第一书记、武汉市革命委员会主任。）
- 陈丕显，《历史的转折在湖北》，中央文献出版社，1996年。（作者1977年7月调到湖北主持工作。）
- 权延赤，《微行——杨成武在1967》，广东旅游出版社，1997年。（七·二〇事件。）
- 湖北文革史筹委会编，《湖北武汉文革资料》三辑，湖北文革史筹委会1997年、2000年、2002年出版。（本书由陈世清、詹才杨等“百万雄师”成员编辑。）
- 张健编，《七月流火》，鄂省图内字第57号，1998年。（作者曾在武汉军区服役，《七月流火》是关于七·二〇事件的报告文学。仅湖北省图书馆保存该书籍。）
- 刘庆林，《倾斜的年轮》，武汉：长江文艺出版社，2001年。（文革爆发时作者是武汉大学哲学系学生。）
- 王力，《现场历史——文化大革命纪事》，香港：牛津大学出版社，1993年。（作者是“七二〇事件”的重要当事人。）
- 王力，《王力反思录》，香港北星出版社，2001年。
- 汪扬，《波澜岁月》，自印书，2003年。（作者是武汉长江仪表厂工人。后任百万雄师硚口区分部宣传部副部长。1977年为武汉复印机总厂副厂长，后调市经委并提拔为正处级干部。）
- 林一山，《林一山回忆录》，方志出版社，2004年。（文革爆发时作者是长江流域规划办公室主任，文革中主持修建葛洲坝水利枢纽。）
- 魯禮安，《仰天長嘯：一個單監十一年的紅衛兵獄中籲天錄》，香港：香港中文大学出版社，2005年。（文革爆发时作者是华中工学院学生，曾任“新华工敢死队”负责人，是“北决扬”的灵魂人物。）
- 魏绳武，《花桥风雨》，香港：天马图书有限公司，2006年。（文革爆发时作者是武汉市农委干部，曾任武汉市委机关“人民勤务员总部”主要负责人、武汉市直机关“红司”主要负责人、武汉市革命委员会常委。）
- 李，《迷失与求索——一个中学生的文革纪实》，美国柯捷出版社，2007年。（文革爆发时作者是湖北省武昌实验中学1966届初中毕业生，因开枪杀人一案于1967年12月被拘留，1976年7月被判刑二十年。）
- 吴代芳，《晚晴：回忆录及部分诗文书联》，作家出版社，2008年。（文革爆发时作者在湖北恩施一中任教。）
- 彭祖龙，《六渡桥的黄昏——武汉文化大革命纪实》，网络发表、自印书，2009年。（作者是武汉橡胶厂技术干部，后任“工造总司”勤务组成员、宣传部长，后任武汉市总工会副主任。1983年被判刑6年。）
- 吴焱金口述、钟逸整理，《四十三年，望中犹记》，香港：中国文化传播出版社，2009年，ISBN 978-988-18428-6-2。（文革爆发时作者是武汉无线电元件厂工人，后任武汉“工造总司”一号勤务员、武汉市革命委员会副主任、武汉市总工会副主任。）
- 林波，《往事并非烟云》，自印书，2009年。（文革爆发时作者是武汉政协机关干部，曾被打成“三家村”成员。）
- 毛菊元，《岁月的燃烧》，武汉：长江文艺出版社，2010年7月。（作者1973年5月当选湖北团省委书记。）
- 李城外，《话说向阳湖：京城文化名人访谈录》，武汉出版社，2010年10月，ISBN 9787543045316。（本书是曾下放到湖北咸宁五七干校的专家学者的访谈录。有日文版。）
- 吴恒春，《人生传奇》，网络发表，2010年。（文革爆发时作者是武汉大学学生，曾任“钢二司”宣传部长。）
- 曹承义初稿、钟逸整理，《悲欣交集话文革》，香港：中国文化传播出版社，2010年。（文革爆发时作者是第一冶金建设公司施工处技术员，曾任“新一冶”主要负责人、省总工会委员。）
- 李承弘，《百年寻梦》，香港：中国文化传播出版社，2010年。（文革爆发时作者是武昌造船厂铸钢厂工人，曾任“钢工总”组织部长。）
- 杨道远，《奉献——我经历的无产阶级文化大革命》，香港：中国文化传播出版社，2010年，ISBN 9789881842817。（文革爆发时作者是武汉测绘学院毕业生，曾任武汉“钢二司”一号勤务员、湖北省革命委员会副主任、武汉测绘学院革命委员会主任、武汉市红代会主任。）
- 魏绳武，《机关——武汉市委机关文革回忆》，香港：中国文化传播出版社，2011年。
- 夏龙翔，《一个“殉道者”的故事》，自印书，2011年。（文革爆发时作者是湖北省浠水县委副书记，七二〇事件时在华中工学院避难。1968年被审查。）
- 梁宝山，《苦乐忆今生》，自印书，2011年。
- 徐正全，《雪地足迹——一个文革死刑犯的人生记忆》，香港：中国文化传播出版社，2012年。（文革爆发时作者是第一冶金建设公司工业安装公司工人，曾任武汉“新一冶”工安公司主要负责人、工安公司工代会主任。1969年初入狱，1972年从死缓改判无期徒刑，1989年10月出狱。）
- 夏韵，《我身边的文革十年》，美国：溪流出版社，2012年。（文革爆发时作者是武汉长江船舶设计院技术员，文革中被打成“反党反社会主义分子”。）
- 蓝天白云，《黄州往事》，网络发表，2012年。（作者网名“蓝天白云”，叙述了他所知的武汉和黄州的文革历史。）
- 曾思玉，《我的前一百年》，大连出版社，2013年2月，ISBN 9787550504219。（作者七二〇事件后主政湖北。）
- 王光照，《这里 那时 潮起潮落——武汉锅炉厂文革纪事》，香港：中国文化传播出版社，2013年。（文革爆发时作者是武汉锅炉厂工人，曾任“钢工总”基层组织负责人、武汉锅炉厂革命委员会委员、厂革委生产指挥组副组长。）
- 夏家保，《蝉鸣录——八十回眸》，香港：中国文化传播出版社，2013年。（文革爆发时作者是武汉三中教师，曾任三中“红教联”勤务组成员。）
- 吴国韬，《雨打芭蕉——一个乡村民办教师的回忆录（1958—1980）》，语文出版社，2013年。（文革爆发时作者是湖北恩施乡村民办教师。）
- 《烈火·永生——怀念胡厚民》，自印书，2013年。（文革爆发时胡厚民是武昌造船厂铸钢分厂工人，曾任“钢工总”负责人、湖北省革命委员会常委。）
- 顾建棠，《生逢其时——文化大革命亲历记》，香港银河出版社，2014年。（文革爆发时作者是长江流域规划办公室团委干部，曾任“长办联司”一号勤务员、湖北省革命委员会常委。）
- 张建成，《岁月留痕——武汉水利电力学院文革亲历记》，香港：中国文化传播出版社，2014年6月，ISBN 978-988-16350-1-3。（文革爆发时作者是武汉水利电力学院团委副书记，曾任学院革命委员会副主任、学院党委副书记。）
- 岑颖义等编著，《赤子——武汉水利电力学院文革回忆》，香港：中国文化传播出版社，2016年5月，ISBN 978-988-13681-6-4。（文革爆发时作者是武汉水利电力学院学生。）
- 高群编著，《红水院——武汉水利电力学院文革纪实》，香港：中国文化传播出版社。
- 杨闯，《湖北大学文革亲历记——那个年代的大学生》，香港：中国文化传播出版社，2014年，ISBN 978-988-16350-4-4。（文革爆发时作者是湖北大学学生，后任新湖大农村游击队队长、湖北大学革命委员会委员。）
- 刘德光，《回眸——我亲历的宜昌文化大革命》，自印本，2015年。
- 于斌，《迷茫年少时——我的“文革”记忆》，人民出版社，2015年3月，ISBN 978-7-01-014431-3。
- 陈祖坤，《吹尽狂沙——一个武钢火车司机的文革回忆》，香港：中国文化传播出版社，2015年3月，ISBN 978-988-13680-7-2。
- 章迪杰，《峥嵘岁月——回忆武汉“百万雄师”》，香港：中国文化传播出版社，2015年12月。（作者是“百万雄师”的联络部长。）
- 戚本禹，《戚本禹回忆录》，香港：中国文革历史出版社，2016年4月，ISBN 978-988-12284-8-4。（作者作为中央文革小组成员，参与七·二〇事件相关处理。）
- 夙愿，《日记 1978—1979》，香港：中国文化传播出版社，2017年，ISBN 978-988-77055-3-6。（武汉造反派“夙愿”的两年日记。）
- 张建华，《风雨七十年》，香港：中国文化传播出版社，2018年，ISBN 978-988-77055-8-1。（文革爆发时作者是华中工学院学生，曾任“新华工”宣传部副部长、新华工革命委员会委员。）
- 杨叔子，《往事钩沉》，武汉：华中科技大学出版社，2018年。（文革爆发时作者在华中工学院任教，后参加新华工。）
- 王登富，《我和武汉新公校》，香港：中国文化传播出版社，2018年。（作者是武汉市公安学校六五级学员，后为武汉汽车齿轮厂工人。）